# Bacillus cereus
Bacillus cereus — ендемічна ґрунтова грам-позитивна паличкоподібна бета-гемолітична бактерія, що викликає отруєння токсинами у людини. Ця бактерія — факультативний анаероб та, як і решта представників роду, здатна утворювати ендоспори.

## Біологічні властивості

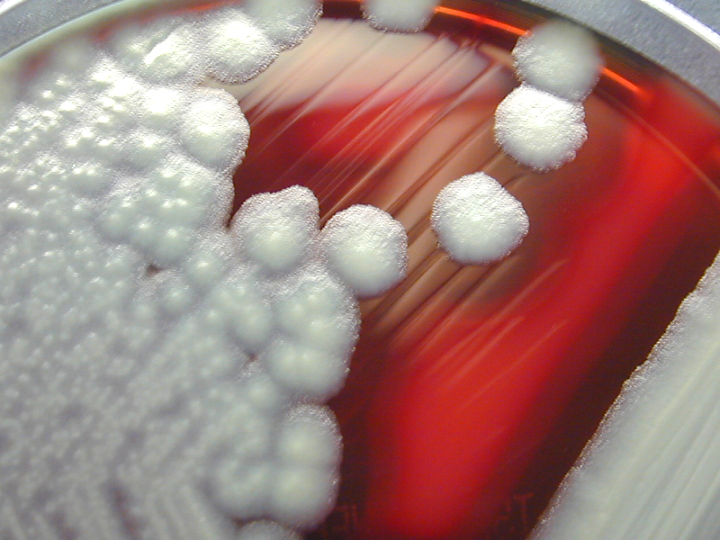
Колонії B. cereus на кров'яному агарі (видимі зони гемолізу)

B. cereus — хемоорганогетеротроф, факультативний анаероб, здатний до відновлення нітрату. Росте на поживних середовищах, на твердих поживних середовищах утворює плоскі, дрібнобугристі, злегка увігнуті, матові колонії з хвилястим краєм. Клітини великі, 1 x 3-4 мікрон, ендоспори розташовані центрально, не перевищують розміру клітини. Кожна клітина має кілька джгутиків (перетрихи).

## Патогенність

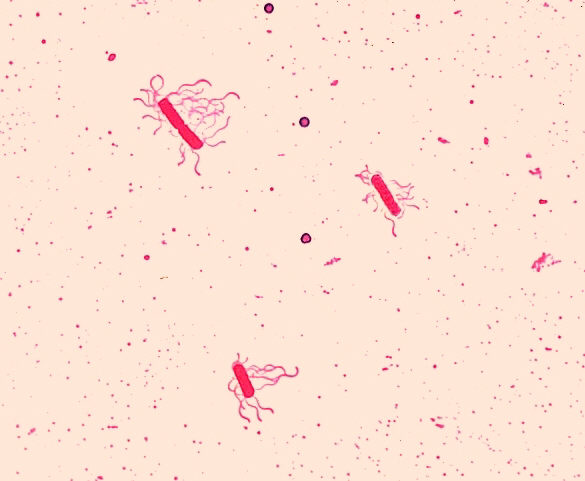
клітини B. cereus, забарвлення джгутиків за Лейфсоном

B. cereus викликає харчові токсикоінфекції у людини (приблизно 2-5 % всіх випадків, включає блювотний і діарейний синдроми), продукує ентеротоксини. Зазвичай причиною синдромів, викликаних цією бактерією, є виживання її ендоспор у погано приготовленій їжі, та у випадку погано замороженої їжі, що дозволяє ендоспорам проростати.
Діарейний синдром (подібний до токсикоінфекції, що викликається Clostridium perfringens) викликається високомолекулярним пептидним токсином, тоді як блювотний синдром (подібний Staphylococcus aureus-асоційованої токсикоінфекції) викликається низькомолекулярним термостабільним токсином. Відмічені випадки розвитку менінгоенцефаліту у недоношених немовлят.

## Ресурси Інтернету
- Bacillus cereus [Архівовано 2 лютого 2009 у Wayback Machine.] MicrobeWiki
- Bacillus cereus Food Poisoning [Архівовано 31 липня 2008 у Wayback Machine.] Todar's Online Textbook of Bacteriology
- Bacillus Cereus Lancaster City Council
- Bacillus cereus NSW Food Authority